# Tschelo Kabāb

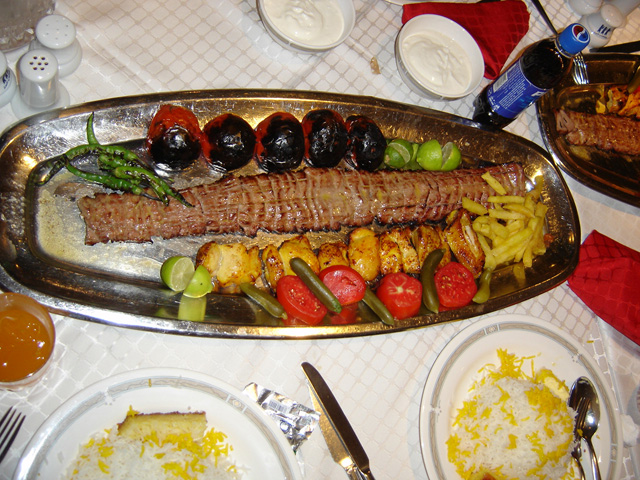
Tschelo Kabāb (Kabāb mit Reis), persisches Nationalgericht. Die gelben Fleischstücke sind Dschudsche Kabāb (gegrilltes Hühnerfleisch).

Tschelo Kabab oder Tschelo Kebab (persisch چلوکباب Tschalau Kabab [tʃelowkæˈbɒːb], auch Tschelau Kebab) ist das Nationalgericht des Iran. Es ist ein typisches Gericht der persischen Küche aus gedämpftem Reis und am Spieß gegrilltem Lammfleisch oder Lamm- und Rinderhack. Meistens trinkt man Dugh dazu.
Für den Tschelo genannten Dampfreis wird der Reis vor dem Kochen einige Stunden gewässert, dann in Wasser zum Kochen gebracht. Zum richtigen Zeitpunkt wird der Reis vom Herd genommen und in einem Sieb abgetropft. Dabei darf der Reis nicht zu lange im Wasser kochen, sodass er zwar weich ist, aber noch etwas Biss hat. Den perfekten Reis zu kochen ist in der persischen Küche die Königsdisziplin. Anschließend wird der Topfboden mit Butter oder Öl und Brot- oder Kartoffelscheiben bedeckt, darauf der Reis gegeben, und bei geringer Hitze langsam gegart, bis sich im Inneren ein starker Wasserdampf bildet. Dabei entsteht am Topfboden eine Reiskruste, der sogenannte tahdig, der als besondere Delikatesse gilt. Traditionell wird der Deckel des Topfes mit einem Stofftuch umwickelt, sodass der Topf dichter wird. Heutzutage haben persische Reiskocher eine spezielle Garfunktion, die dieses Zubereitungsverfahren vereinfacht.
Für die Kabab genannten Fleischspieße werden Lammfleischwürfel in Öl und Zitronensaft mit Knoblauch und Gewürzen mariniert und anschließend auf flache Metallspieße gesteckt. Das Fleisch ist dabei Filet und wird "Kabab-e Barg" genannt. Für Hackfleischkabab werden Lamm- und Rinderhack mit Zwiebeln und Gewürzen zu einer Masse verarbeitet. Dieses heißt "Kabab-e Kubide".
Serviert wird Tschelo Kabab nach persischer Sitte portionsweise, indem der Reis auf dem Teller zu einem Hügel mit einer Kuhle in der Mitte geformt wird, in die man etwas Butter und manchmal auch ein rohes Ei gibt, dazu noch Salz, Pfeffer und das säuerliche Sumagh. Darauf kommt schließlich das gegrillte Fleisch ohne den Spieß. Beliebt ist auch die Zugabe von Granatapfelmark.